# Incipit
Cuvântul incipit (din latină incipio, is, ere: „a începe”; accentul tonic cade pe prima silabă) desemnează primele cuvinte ale unui text, religios sau nu, cântat sau nu. Potrivit tradiției ebraice
reluate în creștinism, incipit-ul dă titlul documentului.
Cuvântul latin incipit provine de la expresia latină Hoc incipit liber, „Aceasta [Acest cuvânt] începe cartea”.

## Bibliografíe
- G. Guțu, Dicționar latin - român, Editura Științifică și Enciclopedică, București, în 1983 (1326 de pagini, format 24 cm x 17 cm). Ediția a doua, revăzută și adăugită, a apărut la Editura Humanitas, din București, în anul 2003 (1448 de pagini, 25 cm). ISBN 9732809337.
- Andréa Del Lungo, L'Incipit romanesque, Le Seuil, coll. "Poétique", 2003.
- Pierre Simonet, Incipit, Anthologie des premières phrases, Edition du Temps, 2009, ISBN 978-2-84274-470-0.